# Grallaria bangsi
Pita-formigueira-de-santa-marta ou torom-listrado-de-santa-marta (Grallaria bangsi) é uma espécie de ave da família Formicariidae.
É endémica da Colômbia.
Os seus habitats naturais são: regiões subtropicais ou tropicais húmidas de alta altitude.
Está ameaçada por perda de habitat.